# Alfred Hennig (Prähistoriker)

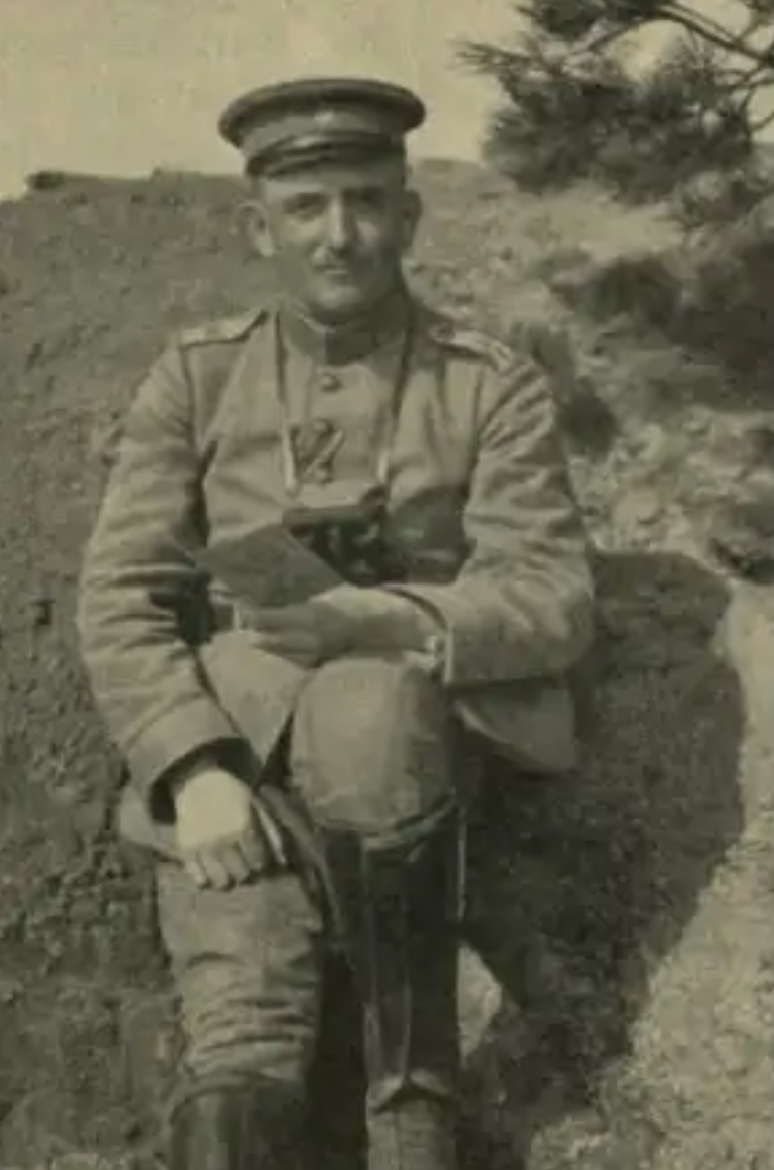
Alfred Hennig

Julius Alfred Hennig (* 2. Oktober 1886 in Mutzschwitz; † 30. Juli 1916 in Guillemont) war ein sächsischer Offizier, Lehrer, Prähistoriker und Schriftsteller.

## Leben
Alfred Hennig war Sohn des Landwirt Robert Julius Hennig und hatte drei jüngere Brüder. Sein Vater war Besitzer eines Dreiseithof. Ab 1893 besuchte er bis 1897 die Volksschule in Höfgen und nachfolgend das Gymnasium Albertinum in Freiberg. Er leistete seinen einjährigen Militärdienst beim 8. Infanterie-Regiment „Prinz Johann Georg“ Nr. 107 der sächsischen Armee von April 1908 bis März 1909 ab. In der Zwischenzeit studierte er an den Universitäten Leipzig und Heidelberg Geografie, Geologie, Geschichte, Volkskunde und Germanistik. Er promovierte am 8. Dezember 1911 mit der Arbeit „Die Abhängigkeit des Alters, der Verteilung und des Charakters der Siedlungen im Königreich Sachsen von der Natur des Bodens“, welche er 1912 in Druckform veröffentlichte, zum Dr. phil. Er leistete sich zahlreiche Verdienste um die Archäologie, auch in seiner Heimat, und erwarb zahlreiche Neuentdeckungen. Auf seine Initiative wurde 1911 das Lommatzscher Heimatmuseum gegründet. Hennig erwarb sich zusätzlich die Befähigung für das Lehramt an höheren Schulen in den Fächern Deutsch, Geschichte und Erdkunde und lehrte an Gymnasien in Bautzen, Meißen und Pirna. Am 1. September 1914 hätte er eine Stelle als Direktorialassistent und Leiter der Vorgeschichtsabteilung am Grassi-Museum angetreten, was der Weltkrieg verhinderte.
Nach Ausbruch des Ersten Weltkriegs wurde Hennig als Reserve-Offizier verwendet und dem Königlich-Sächsischen Reserve-Infanterie-Regiment 104 zugeteilt. Er konnte sich als Leutnant der Reserve und Kompaniechef mit seiner 5. Kompanie bei der Herbstschlacht in der Champagne im Juli 1915 in einem Abschnitt auszeichnen und nachfolgend einen feindlichen Angriff abwehren, wobei er schwerstens verwundet wurde. Für diese Verdienste wurde er am 29. Oktober 1915 mit dem Ritterkreuz des Militär-St.-Heinrichs-Ordens ausgezeichnet. Am 30. Juli 1916 fiel er bei Guillemont; sein letzter Dienstgrad war Hauptmann. Er war noch mit dem Eisernen Kreuz I. Klasse ausgezeichnet worden.